# 喜劇 駅前百年
『喜劇 駅前百年』（きげき えきまえひゃくねん）は、1967年11月18日に東宝系で公開された日本映画。カラー。シネマスコープ。東京映画作品。102分。

## 概要
『駅前』シリーズ第21作。そして「東宝創立35周年記念映画」でもある。
本作は記念作品に相応しく、シリーズ原点の『駅前旅館』の世界を再現し、脚本と監督も、『駅前旅館』の八住利雄と豊田四郎が起用された。そして本作は「明治百年」にちなみ、プロローグで戊辰戦争の場面が登場し、森繁久彌・伴淳三郎・フランキー堺がそれぞれ先祖の役を二役出演している。そして上映時間も、『駅前旅館』『喜劇 駅前温泉』に次ぐ102分となった。
ゲストはザ・スパイダースとてんぷくトリオ。
なお、この年の『駅前』は4作上映されたが、これ以後は上映回数が少なくなる。

## スタッフ
- 製作：佐藤一郎、金原文雄
- 脚本：八住利雄、広沢栄
- 監督：豊田四郎
- 撮影：岡崎宏三
- 音楽：山本直純
- 美術：小島基司
- 照明：榊原庸介
- 録音：長岡憲治
- スチル：大谷晟

## 出演者
- 森田徳之助／森田達之助：森繁久彌
- 伴野孫作／伴野孫之進：伴淳三郎
- 坂井次郎／坂井太郎：フランキー堺
- 松木おせん：森光子
- 伴野お浜：乙羽信子
- 伴野孫太郎：松山英太郎
- 平井営業部長：名古屋章
- 染子：池内淳子
- 由美：大空真弓
- 山花久：山茶花究
- 松木三平：三木のり平
- 森田景子：淡島千景
- お松：赤木春恵
- 佐山：堺正章（ザ・スパイダース）
- ターザン（先生）：三波伸介（てんぷくトリオ）
- 先生A：戸塚睦夫（同上）
- 先生B：伊東四朗（同上）
- こそ泥：立原博
- 爺さん：左卜全
- ザ・スパイダース

## 同時上映
『乱れ雲』
- 脚本：山田信夫／監督：成瀬巳喜男／主演：加山雄三
- 成瀬巳喜男の遺作。なおこの作品も「東宝創立35周年記念映画」である。
- 成瀬作品とのカップリングは、1964年公開の『喜劇 駅前女将』と『乱れる』以来。

## 参考資料
- キネマ旬報